# Dave Laut
Dave Laut (Findlay (Ohio), Estados Unidos, 21 de diciembre de 1956-27 de agosto de 2009) fue un atleta estadounidense, especializado en la prueba de lanzamiento de peso en la que llegó a ser medallista de bronce olímpico en 1984.

## Carrera deportiva
En los JJ. OO. de Los Ángeles 1984 ganó la medalla de bronce en el lanzamiento de peso, con una marca de 20.97 metros, tras el italiano Alessandro Andrei (oro con 21.26 m) y su compatriota el también estadounidense Michael Carter.